# Van Gogh, el suicidado por la sociedad

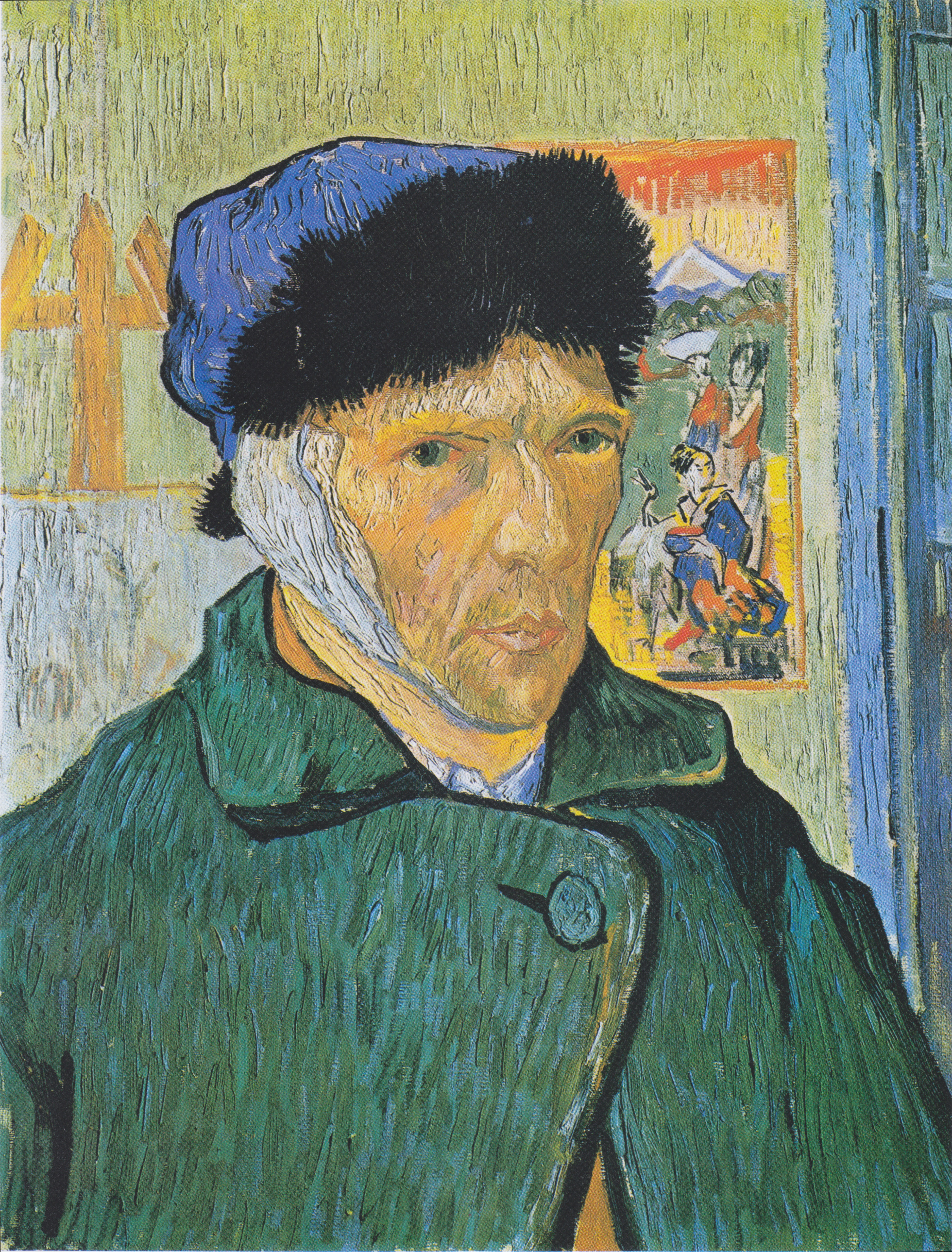
"Autorretrato con oreja vendada", cuadro del pintor holandés Vincent Van Gogh. Artaud denuncia a la psiquiatría de haber empujado a la locura y al suicidio a Van Gogh.

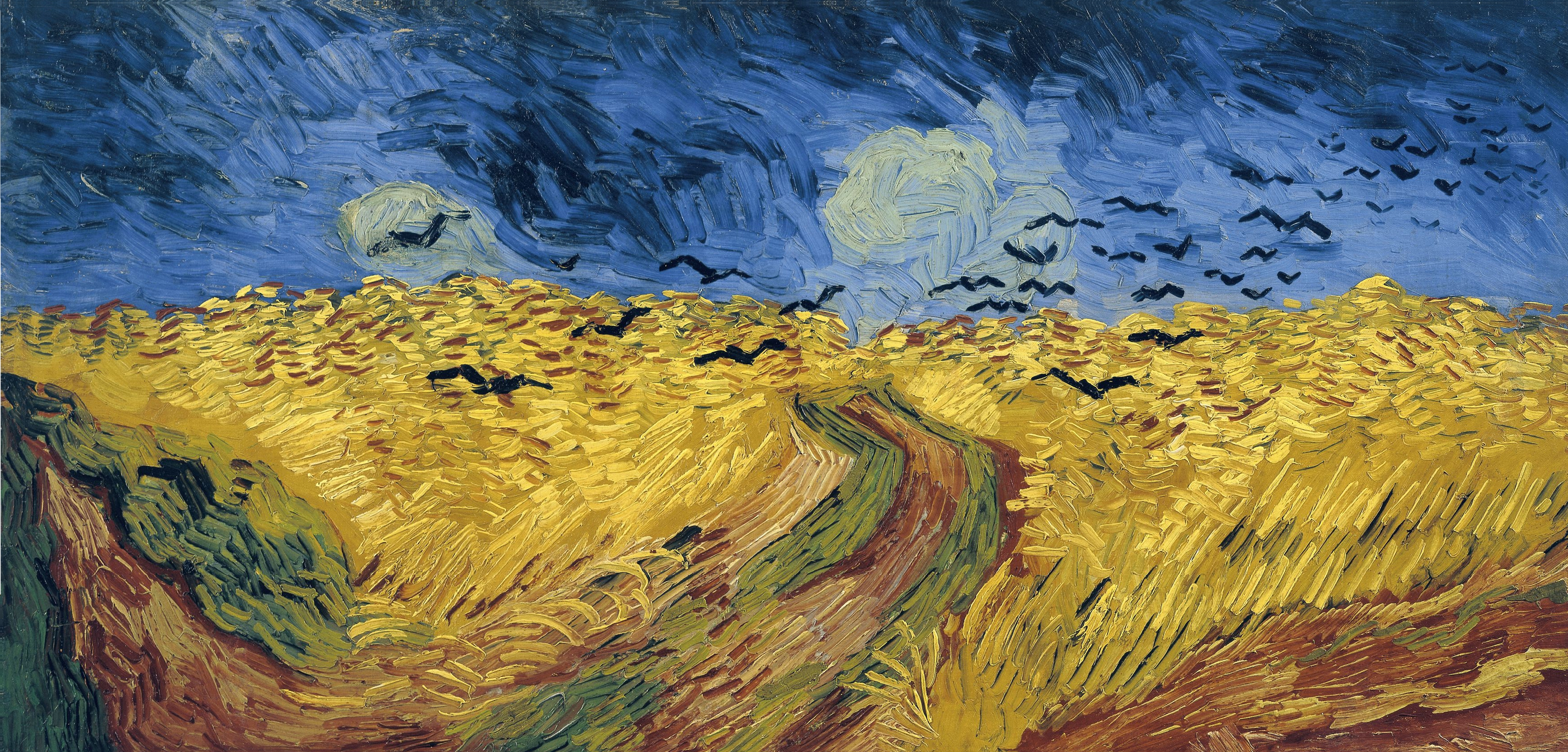
"Trigal con cuervos" (1890), una de las últimas pinturas de Van Gogh. Artaud siente que los cuervos son la sociedad metiéndose dentro de Van Gogh y suicidándolo.

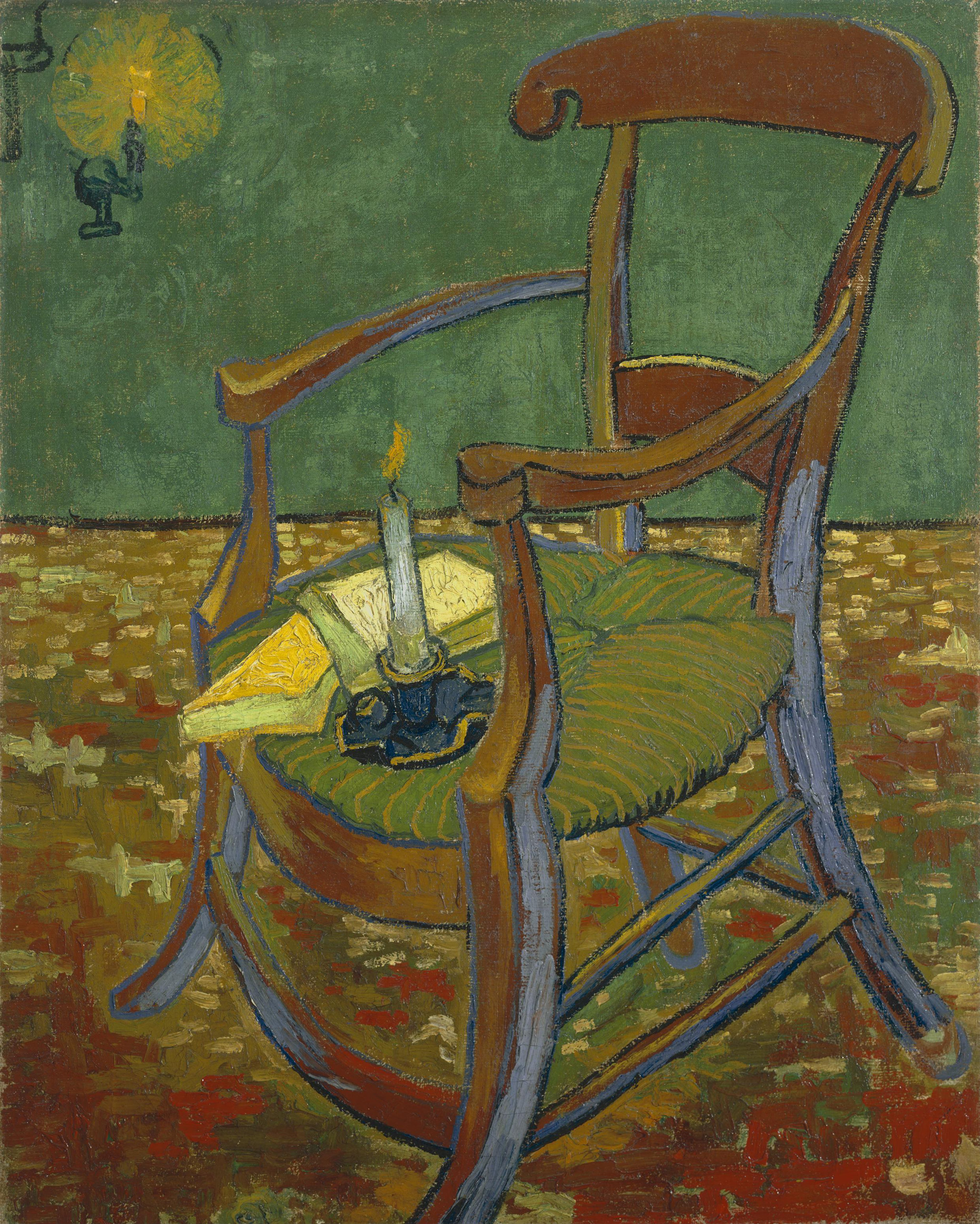
"Silla de Gauguin" (1888), de Vincent Van Gogh. Artaud opone la personalidad de Van Gogh a la de Gauguin, partiendo de este cuadro.

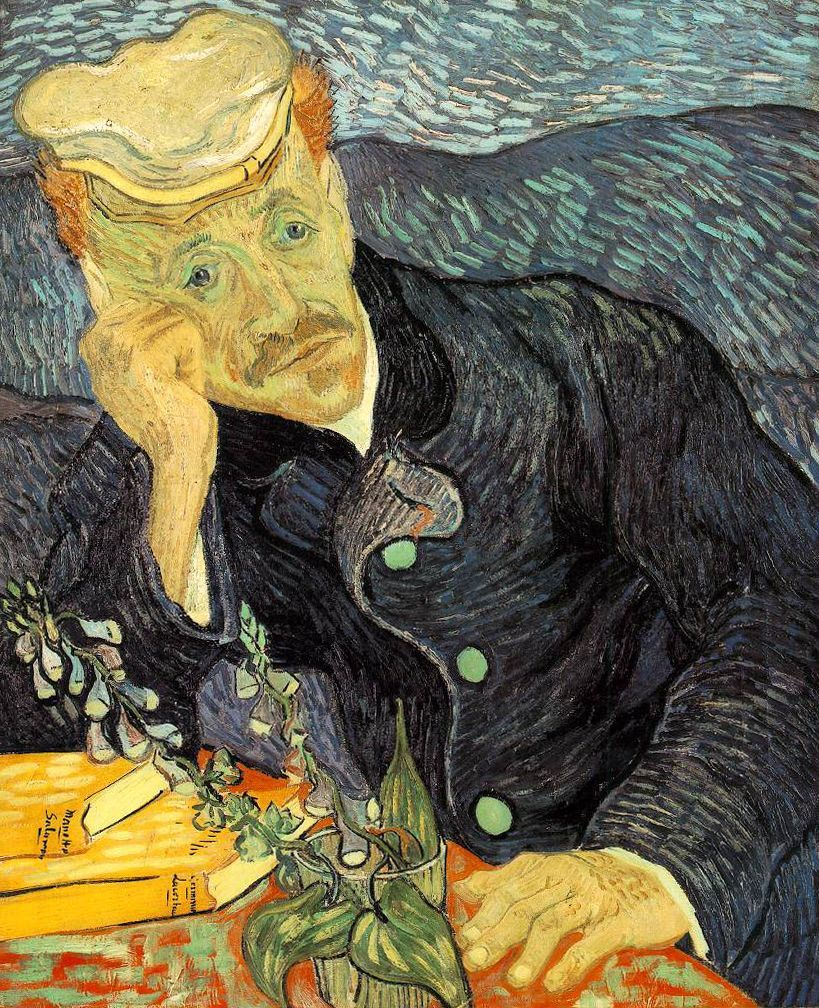
"Retrato del Dr. Gachet" de Van Gogh. Artaud atribuye al médico y "psiquiatra" Dr. Gachet, la responsabilidad principal de la muerte de Van Gogh.

Van Gogh, el suicidado por la sociedad (en francés: Van Gogh, le suicidé de la société) es un ensayo histórico realizado por el escritor francés Antonin Artaud (1896-1948) en 1947 sobre la locura y la muerte por mano propia del pintor neerlandés Vincent Van Gogh (1853-1890). La obra fue galardonada al año siguiente con el Premio Saint-Beuve de ensayo.
Al escribir el ensayo, Artaud venía de nueve años de reclusión en los manicomios franceses, padeciendo la aplicación de electroshocks. En el ensayo sobre Van Gogh, Artaud denuncia a la psiquiatría y elabora una visión alternativa de la locura. Al año siguiente Artaud -como Van Gogh- también moriría por mano propia, a causa de un medicamento ingerido en una dosis mayor que la recetada.

## El ensayo
Se trata de un ensayo corto de 21 páginas en el que Artaud despliega un cuestionamiento a la psiquiatría tomando como caso ejemplar la muerte de Vincent Van Gogh, pero con menciones puntuales de su propio caso, sosteniendo que todos los psiquiatras son "erotómanos", en el sentido de maniáticos sexuales:

Frente a la lucidez de Van Gogh en acción, la psiquiatría queda reducida a un reducto de gorilas, realmente obsesionados y perseguidos, que sólo disponen, para mitigar los más espantosos estados de angustia y opresión humana, de una ridícula terminología, digno producto de sus cerebros viciados. En efecto, no hay psiquiatra que no sea un notorio erotómano. Y no creo que la regla de la erotomanía inveterada de los psiquiatras sea pasible de ninguna excepción. Conozco uno que se rebeló, hace algunos años, ante la idea de verme acusar en bloque al conjunto de insignes crápulas y embaucadores patentados al que pertenecía. En lo que me a mí respecta, señor Artaud -me decía- no soy erotómano, y lo desafío a que presente una sola prueba para fundamentar su acusación. No tengo más que presentarlo a usted mismo, Dr. L..., como prueba; lleva el estigma en la jeta, pedazo de cochino inmundo.

La cita continúa con expresiones demoledoras de Artaud contra el "Dr. L." y su "innoble sexualidad". Paule Thévenin, albacea y editora de Artaud, confirmaría que el "Dr. L." era el famoso psicoanalista Jacques Lacan, que había atendido a Artaud en los primeros años de su reclusión psiquiátrica y había diagnosticado que el dramaturgo se encontraba "fijado" y pronosticado que nunca más volvería a escribir y que moriría a los ochenta años. El fallido "pronóstico" de Lacan se convirtió con el tiempo en un chiste de la gente de teatro de Francia.
Artaud sostiene que Van Gogh "no era loco" sino un hombre "cuyo ángulo de visión" iba más allá de afectar el conformismo de las costumbres, para cuestionar las instituciones mismas de la sociedad. Van Gogh era para Artaud "el más pintor de todos los pintores".

¿Qué se entiende por auténtico alienado? Es un hombre que prefiere volverse loco -en un sentido social de la palabra- antes que traicionar una idea superior del honor humano. Pues un alienado es en realidad un hombre al que la sociedad se niega a escuchar, y al que quiere impedir que exprese determinadas verdades insoportables.

Para Artaud, la sociedad no se limitó a alienar a Van Gogh, sino que lo empujó a la muerte, "lo suicidó" en el momento mismo en que Van Gogh llegó con su cuerpo y su pintura a encontrar el lugar del yo humano, el lugar del predominio del espíritu sobre el cuerpo y la carne, algo que había buscado toda su vida.

(Van Gogh) no se suicidó en un ataque de insanía... Por el contrario, acababa... de descubrir qué era y quién era él mismo, cuando la conciencia general de la sociedad, para castigarlo por haberse apartado de ella, lo suicidó.

A continuación, Artaud relaciona la tesis de su ensayo con la pintura de Van Gogh. De este modo interpreta a los cuervos negros del famoso cuadro Trigal con cuervos, una de sus últimas pinturas como "una inundación de cuervos negros en las fibras de su árbol interno, (que) lo sumergió en una última oleada, y tomando su lugar, lo mató".
En línea con su propia concepción del teatro de la crueldad, Artaud señala la diferencia radical entre Van Gogh y Paul Gauguin, a partir de la presencia de la vela encendida sobre la "silla de Gauguin":

Gauguin creía que el artista debía buscar el símbolo, el mito, agrandar las cosas de la vida hasta la dimensión del mito. Mientras que Van Gogh creía que hay que aprender a deducir el mito de las cosas más pedestres de la vida, y según yo pienso, carajo que estaba en lo cierto.

Artaud sostiene en su ensayo que Van Gogh fue llevado a la muerte por el Dr. Gachet, al que define como un "psiquiatra" (así entre comillas), que "detestaba en realidad a Van Gogh, pintor, y que lo detestaba como pintor, pero por encima de todo como genio". Artaud denuncia, en la figura y el papel jugado por Gachet en la muerte de Van Gogh, a toda la psiquiatría y su función normalizadora:

En todo psiquiatra viviente hay un sórdido y repugnante atavismo que le hace ver en cada artista, en cada genio, a un enemigo... El doctor Gachet fue el grotesco cancerbero, el sanioso y purulento cancerbero, de chaqueta azul y tela almidonada, puesto ante el mísero Van Gogh para arrebatarle sus sanas ideas.

Pero no solo señala la responsabilidad de Gachet en la muerte de Van Gogh, sino la de su hermano Theo, tratando de limitar la actividad de Van Gogh a la pintura, pero evitando que pensara:

Entre el doctor Gachet y Théo, el hermano de Van Gogh, hubo muchos de esos hediondos conciliábulos entre familiares y médicos jefes de los asilos de alienados, concernientes al enfermo que tienen entre manos. "Vigílelo para que ya no tenga esa clase de ideas". "Te das cuenta, el doctor lo ha dicho, tienes que desprenderte de esa clase de ideas". "Te hace daño pensar siempre en ellas; te quedarás internado para toda la vida". Todas ésas son suaves pláticas de psiquiatra bonachón, que parecen inofensivas, pero que dejan en el corazón algo así como la huella de una lengüita negra, la lengüita negra anodina de una salamandra venenosa. Y algunas veces no se necesita nada más para inducir a un genio a suicidarse.

Ya al final del ensayo, Artaud encuentra el núcleo de la genialidad de Van Gogh en el hecho de haber sido "un pobre ignorante empeñado en no engañarse" y dice que eso no puede ser comunicado, tal como él mismo pensaba. Termina expresándose con contundencia, utilizando su famoso lenguaje no simbólico de cuerpo sin órganos creado a partir de glosolalias:

O VIO PROFE,
O VIO PROTO,
O VIO LOTO,
O THETÉ.
¡Para qué describir un cuadro de Van Gogh! Ninguna descripción intentada por quienquiera que sea podrá equipararse a la simple alineación de objetos naturales y de tintas a la que se entrega Van Gogh mismo, tan grande escritor como pintor y que transmite a propósito de la obra que describe la impresión de la más desconcertante autenticidad.

## Datos históricos

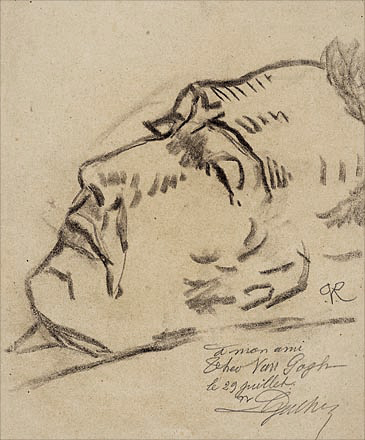
Van Gogh muerto en su cama, dibujado por su médico el Dr. Paul Gachet.

Los estudios históricos han puesto serias sombras sobre las condiciones profesionales y personales del Dr. Paul Gachet. Gachet trató a Van Gogh durante los últimos 80 días de su vida, requerido por su hermano Theo, y su desempeño sobre la salud mental e incluso la muerte de Van Gogh ha sido cuestionado. El propio Van Gogh le decía a Theo, en sus cartas, que estaba "más enfermo de lo que yo estoy".
Como médico y psiquiatra Gachet no la opinión general más aceptada sostiene que Gachet "se aprovechó de la frágil salud y la inestabilidad emocional de Van Gogh" y no atendió debidamente al pintor luego de herirse con el tiro que le causó la muerte dos días después. Lo cierto es que el Dr. Gachet se convirtió en el más grande poseedor de pinturas de Van Gogh, que a su muerte pasaron a sus dos hijos (Marguerite y Paul-Louis).
Pero además, el Dr. Gachet era un pintor y un copista aficionado, al igual que su hijo, Paul-Louis Gachet. Ambos pintaban con el pesudónimo van Ryssel: el padre como Paul van Ryssel (P. van Ryssel) y el hijo como Louis van Ryssel (L. van Ryssel). Varias teorías han sostenido que por un lado el Dr. Gachet aprovechó los días de agonía de Van Gogh para apoderarse de sus pinturas y que tanto él como su hijo copiaron cuadros de Van Gogh vendiéndo las copias como originales. Hace unos años, el Museo de Orsay realizó una exposición de la colección de Gachet, mostrando muchas copias y dejando una gran duda sobre la autenticidad de cada una.

## Influencia en la cultura popular
El músico argentino Luis Alberto Spinetta público, en ocasión de la presentación en el Teatro Astral del disco Artaud, en octubre de 1973 su manifiesto Rock: música dura, la suicidada por la sociedad, en evidente alusión al ensayo acerca de van Gogh; en el que expone su propia concepción del rock, vinculada a un estado de plenitud interior, y su rechazo a la visión nihilista del rock focalizada en el sexo y las drogas duras.